# Classe O 2
La classe O 2 est une classe de quatre sous-marins construite pour la marine royale néerlandaise et utilisé pour les patrouilles dans les eaux territoriales néerlandaises. 

## Conception
La classe O 2 était une classe néerlandaise de navires de guerre qui comprenait quatre sous-marins. La classe a été nommée d'après le premier navire de la classe, le O 2. 
Tous les navires de la classe O 2 ont été construits par le chantier naval Koninklijke Maatschappij De Schelde de Flessingue pour une utilisation pour les patrouilles dans les eaux coloniales néerlandaises.
La conception de la classe O 2 est due à M.F. Hay et P. Koster de Whitehead & Company de Fiume en Italie (maintenant en Croatie). 
Les navires de la classe O 2 ont été construits par le chantier naval Koninklijke Maatschappij De Schelde de Flessingue pour une utilisation pour les patrouilles dans les eaux coloniales néerlandaises. 
Le premier navire de cette classe est entré en service en 1911 et le dernier a été mis hors service en 1935.
Les navires de la classe O 2 ont été les premiers navires à être équipés d'un "renifleur". Avec ce renifleur, les moteurs diesel pourraient également être utilisés sous l'eau. Ce système a été appelé "Snuiver"  (schnorchel ) par la marine néerlandaise et a fonctionné de manière très problématique sur ces navires. La profondeur maximale de plongée des navires était de 25 mètres, mais lors des essais sans équipage, le navire utilisé se maintenait bien à une profondeur de 40 mètres. Tous les sous-marins étaient équipés d'un moteur diesel M.A.N. à six cylindres et à deux temps. Le moteur diesel M.A.N. a produit 280 ch. Le moteur électrique avait une puissance de 145 ch et tirait son énergie des 60 batteries.
Les navires de la classe O 2 avaient une dimension de (L) 32,13 x (l) 3,30 x (h) 2,73 mètres. Le déplacement au-dessus de l'eau était de 134 tonnes et sous l'eau de 149 tonnes. La vitesse maximale des navires était de 11 nœuds au-dessus de l'eau et de 8 nœuds sous l'eau. Avec une vitesse de 10 nœuds, il était possible d'atteindre une portée maximale de 500 milles nautiques au-dessus de l'eau. Sous l'eau, la portée maximale était de 35 milles nautiques à une vitesse de 7 nœuds.

## Armement
Les navires de la classe O 2 avaient deux tubes lance-torpilles de 450 mm (18 pouces) superposés. Au total, les sous-marins de la classe O2 peuvent emporter quatre torpilles de type I45 lors d'une patrouille. En plus de deux tubes à torpilles, tous les navires de la classe O2 étaient également équipés d'une mitrailleuse.

## Construction
| Nom | Pose de la quille | Lancement       | Commission        | Fin de service |
| --- | ----------------- | --------------- | ----------------- | -------------- |
| O 2 | 11 octobre 1909   | 30 janvier 1911 | 1er décembre 1911 | 1930           |
| O 3 | 31 décembre 1910  | 30 juillet 1912 | 11 février 1913   | 1932           |
| O 4 | 15 juin 1912      | 5 août 1913     | 17 juin 1914      | 1935           |
| O 5 | 15 juin 1912      | 2 octobre 1913  | 20 août 1914      | 1935           |